# 岩手江刺農業協同組合
岩手江刺農業協同組合（いわてえさしのうぎょうきょうどうくみあい、略称JA江刺、岩手江刺農協）は、岩手県奥州市江刺に本店を置く農業協同組合。
奥州市のうちの江刺地区をエリアとする。

## 沿革
- 1982年4月 - 江刺市（現：奥州市江刺）内にあった7農協が新設合併し、江刺市農業協同組合が発足。
- 2007年1月 - 岩手江刺農業協同組合に名称変更。

## 店舗
すべて奥州市江刺
- 本店 - 岩谷堂反町362-1
- 岩谷堂支店 - 大通り5-37
- 玉里支店 - 玉里大松沢136-5

※2015年4月機構改革により本所から本店、支所から支店に名称変更

## 営農センター
- 愛宕営農センター
- 田原営農センター
- 藤里営農センター
- 伊手営農センター
- 米里営農センター
- 梁川営農センター
- 広瀬営農センター
- 稲瀬営農センター

※2015年4月からの営農センター再編により、岩谷堂と玉里の2拠点に集約。

## 主な作物
- 米（江刺金札米）
- 牛肉（江刺牛）
- きゅうり
- ピーマン
- トマト
- りんご（江刺りんご） など。